# Poriënwaterspanning
(Poriën)waterspanning, hydraulische druk of poriëndruk is de druk die heerst in grondwater.
In het geval van freatisch water in een goed doorlatend materiaal is deze druk ongeveer gelijk aan de hydrostatische druk, de druk die wordt veroorzaakt door de massa van de bovengelegen waterkolom. Grond is echter zwaarder dan water, dit extra gewicht wordt gedragen door de korrels zelf.

## Berekening van de waterspanning
De poriëndruk is gelijk aan:
Hierin is:
- {\displaystyle p_{atm}} de luchtdruk aan het wateroppervlakte (op zee komt dit neer op atmosferische druk - 101300 Pa)
- ρ de dichtheid van de vloeistof (kg/m3) en
- g is de valversnelling of zwaarteveldsterkte, dit is ongeveer 9,81 m/s2 = 9,81 N/kg
- h de hoogte van de kolom (dat wil zeggen de verticale afstand van het referentiepunt tot de grondwaterspiegel in m)

## Afwijken van hydrostatische druk
Er zijn een aantal gevallen waar de waterdruk afwijkt van de hydrostatische druk.
- Als het grondwater afgesloten is (zie artesische bron) kan de poriëndruk verschillend zijn van de hydrostatische druk. Normaal gesproken is dit het geval op grotere diepten. Door tektonische spanningen kan de poriëndruk zo hoog oplopen dat het gesteente waarin het zich bevindt breekt of zijn interne cohesie verliest (hydrofractie). Grondwater speelt op die wijze vaak een belangrijke rol in tektonische processen.
- Wanneer de grond belast wordt, bijvoorbeeld door een gebouw, dan stijgt de bovendruk aan het oppervlak waardoor ook de spanning in de ondergelegen lagen stijgt. Bij weinig doorlatende lagen wordt deze extra druk aanvankelijk bijna volledig door een stijging van de poriënwaterspanning opgenomen. Men spreekt dan van 'overspannen grondwater'.
- Bij bemalen daalt de watertafel en dus ook de waterspanning (=massa van de bovengelegen waterkolom). De totale belasting moet nog steeds opgenomen worden, zodat de korrels zwaarder belast worden (de korrelspanning stijgt). Hierdoor kan de grond rond de bemaling gaan zetten en kan er negatieve kleef optreden.

## Evenwicht in de bodem
De verticale gronddruk op een bepaald niveau in de bodem is de druk veroorzaakt door het totale gewicht van alle bovenliggende grondlagen. De gronddruk bestaat dus uit de druk van eventueel aanwezig aardgas, de zandkorrels en het grondwater. Bij gelijkblijvend evenwicht in de bodem is de totale gronddruk constant. Dus:
gronddruk = gasdruk + waterdruk + korreldruk = C
Als een van de componenten van de gronddruk wijzigt (bijvoorbeeld de waterdruk) en de bodem in evenwicht blijft, moeten één of meerdere andere componenten ook wijzigen. Zoals beschreven zal bij afnemende waterdruk de korreldruk stijgen. Ook bij langzaam afnemende gasdruk zal de korreldruk toenemen, uiteindelijk tot een niveau waarbij de korrels bezwijken en er bodemdaling of een aardschok ontstaat waarbij zich een nieuw bodemevenwicht instelt.